# Microhoria lavocati
Microhoria lavocati is een keversoort uit de familie snoerhalskevers (Anthicidae). De wetenschappelijke naam van de soort is voor het eerst geldig gepubliceerd in 1951 door Pic.